# Avaliação ansiosa
Avaliação ansiosa, em programação de computadores, é o comportamento de avaliação na qual uma expressão é avaliada na primeira vez que é encontrada e seu resultado vinculado a uma variável.  É o comportamento utilizado na maioria das linguagens de programação. 

## Vantagens
Esta é geralmente mais eficiente como linguagens de baixo nível ou linguagens de programação simples, uma vez que elimina a necessidade de construir e gerenciar estrutura de dados intermediários para representar expressões não avaliadas. A principal vantagem da avaliação ansiosa está na economia de memória e aumento da velocidade no processamento. 

## Exemplo
Considerando o seguinte código básico:
```
X = 5 + 3 * (1 + 5 ^ 2)
Imprimir x
Imprimir x + 2

```

No caso, a avaliação ansiosa não só iria economizar espaço (calcularia na primeira linha o valor de 'x', armazenado o resultado, 83, em vez de a própria expressão), mas também a expressão apenas teria de ser avaliada apenas uma vez, em vez de serem operacionalizados uma vez para a linha "Imprimir x" e novamente para a linha "Imprimir x + 2". Note-se que para muitas linguagens de programação atrasada isto realmente não acontece.